# Heloísa Teixeira
Heloísa Teixeira   (Ribeirão Preto, 26 de juliol de 1939 - Rio de Janeiro, 28 de març de 2025), coneguda durant molts anys pel cognom de casada, Heloísa Buarque de Hollanda, fou una escriptora, editora i crítica literària brasilera. Va formar part de l'Acadèmia Brasilera de Lletres entre el 2023 i el 2025.

## Biografia
És llicenciada en Literatura clàssica per la Pontifícia Universitat Catòlica de Rio de Janeiro (PUC-Rio), té un doctorat en Literatura brasilera per la Universitat Federal de Rio de Janeiro (UFRJ) i un postdoctorat en Sociologia de la cultura a la Universitat de Colúmbia, a Nova York. També és professora emèrita de Teoria Cultural a l'Escola de Comunicació de la UFRJ, coordinadora del Programa Avançat de Cultura Contemporània i directora de la seva pròpia editorial, l'HB. També va ser directora d'Editora UFRJ, Editora Aeroplano, del Museu de la Imatge i el So de Rio de Janeiro i comissària del Portal Literal.
En la seva activitat com a investigadora, s'ha centrat en la relació entre cultura i desenvolupament, especialment pel que fa a la poesia, les relacions de gènere i ètniques, les cultures marginades i la cultura digital. Durant els últims cinc anys s'ha dedicat a la cultura produïda a la perifèria de les grans ciutats i analitza l'impacte de les noves tecnologies digitals i d'internet en la producció i el consum de cultura.
L'abril de 2023 va ser escollida per ocupar la càtedra n. 30 de l'Acadèmia Brasilera de Lletres, en què va succeir Nélida Piñón.
El juliol de 2023, va anunciar que abandonaria el cognom Buarque de Hollanda -que pertanyia al seu primer marit, l'advocat Luiz Buarque de Hollanda- i adoptaria Teixeira, d'origen matern.
El 28 de març del 2025, a 85 anys, va morir per les complicacions d'una pneumònia i d'insuficiència respiratòria aguda. Va perdre la vida a l'hospital Casa de Saúde São Vicente de Gávea, ubicat a Rio de Janeiro. Li van fer arribar condolences diverses figures públiques del país, d'entre les quals l'actriu Fernanda Torres, la ministra de Cultura Margareth Menezes i l'antropòloga Lilia Moritz Schwarcz.

## Principals obres publicades

### Obres pròpies
- Macunaíma, da literatura ao cinema
- Impressões de Viagem
- Cultura e Participação nos anos 60
- Pós-Modernismo e Política
- O Feminismo como Crítica da Cultura
- Guia Poético do Rio de Janeiro
- Asdrúbal Trouxe o Trombone: memórias de uma trupe solitária de comediantes que abalou os anos 70
- Enter - Antologia Digital
- Escolhas, uma autobiografia intelectual

### Com a organitzadora
- Explosão Feminista: arte, cultura, política e universidade
- Pensamento feminista brasileiro: formação e contexto
- Pensamento feminista: conceitos fundamentais
- 26 Poetas Hoje (org.), 1975, livro que reúne 26 poetas da geração mimeógrafo, ou "poesia marginal".